# Kanton Sartrouville
Der Kanton Sartrouville ist seit 1967 ein französischer Wahlkreis im Arrondissement Saint-Germain-en-Laye im Département Yvelines und in der Region Île-de-France; sein Hauptort ist Sartrouville.

## Gemeinde
Der Kanton besteht aus drei Gemeinden mit insgesamt 80.765 Einwohnern (Stand: 1. Januar 2022) auf einer Gesamtfläche von 18,46 km²:
| Gemeinde            | Einwohner 1. Januar 2022 | Fläche km² | Dichte Einw./km² | Code INSEE | Postleitzahl |
| ------------------- | ------------------------ | ---------- | ---------------- | ---------- | ------------ |
| Le Mesnil-le-Roi    | 6.340                    | 3,25       | 1.951            | 78396      | 78600        |
| Maisons-Laffitte    | 22.855                   | 6,75       | 3.386            | 78358      | 78600        |
| Sartrouville        | 51.570                   | 8,46       | 6.096            | 78586      | 78500        |
| Kanton Sartrouville | 80.765                   | 18,46      | 4.375            | 7817       | –            |

Bis zur Neuordnung bestand der Kanton Sartrouville aus der Gemeinde Sartrouville. Sein Zuschnitt entsprach einer Fläche von 8,46 km2.